# سدم طويل
السُدم الطويل أو حَيّ عالم (باللاتينية: Sedum sediforme) نوع نباتي يتبع جنس السدم من الفصيلة المخلدية.

## الموئل والانتشار
موطنه بلاد الشام والمغرب العربي وقبرص وتركيا وبعض مناطق جنوب أوروبا.

## مرادفات للاسم العلمي
- (باللاتينية: Sempervivum sediforme Jacq.)
- (باللاتينية: Petrosedum sediforme (Jacq.) Grulich)
- (باللاتينية: Sedum altissimum Poir.) [2]
- (باللاتينية: Sedum nicaeense All.)
- (باللاتينية: Sedum fruticulosum Brot.)
- (باللاتينية: Sedum jacquinii Haw. [Illegitimate])
- (باللاتينية: Sedum lusitanicum Brot.)
- (باللاتينية: Sedum rufescens Ten.)